# Bailey Tzuke
Bailey Tzuke, cujo nome completo é Bailey Jean Muggleton-Tzuke (28 de junho de 1987), é uma cantora e compositora britânica. Sua mãe é a cantora/compositora Judie Tzuke, conhecida pelo hit de 1979 "Stay With Me Til Dawn" e seu pai, Paul Muggleton, é produtor.

## Singles
| Ano  | Título      | Chart positions | Chart positions | Chart positions | Chart positions | Álbum   |
| Ano  | Título      | UK              | NL              | BEL             | IRE             | Álbum   |
| ---- | ----------- | --------------- | --------------- | --------------- | --------------- | ------- |
| 2007 | "Uninvited" | 8               | 4               | 5               | 50              | Unmixed |